# Neroth
Neroth település Németországban, Rajna-vidék-Pfalz tartományban. Lakosainak száma 853 fő (2023. december 31.).

## Népesség
A település népességének változása:
| Lakosok száma | 876  | 830  | 827  | 865  | 866  | 853  |
|               | 1975 | 2017 | 2019 | 2021 | 2022 | 2023 |